# たけし・さんまの有名人の集まる店
『たけし・さんまの有名人の集まる店』（たけし・さんまのゆうめいじんのあつまるみせ）はフジテレビ系列で1997年～1999年に不定期で放送されたトーク番組、特別番組。過去6回放送。

## 概要
元々は、1996年12月31日（大晦日）に放送された特番『北野・明石家の俺たちのワイドショー』のトークコーナーであったが、好評だったためにトーク中心の特番として始まった番組である。明石家さんま扮する貴子ママと、ビートたけし扮する常連客・鬼瓦権造（｢オレたちひょうきん族｣に登場したキャラクター）のいる場末のバーに有名人ゲストが「来店」し、過激トークを行う人気番組だった（二人は元夫婦という裏設定がある）。トークに熱中してしまうあまり設定を忘れ、素のたけし・さんまで会話してしまう事がよくある（特にたけしに多い）。
トークとトークの合間には、たけしとさんまによる『ひょうきん族』を彷彿とさせるショートコントも放送され、タケちゃんマンや、ブラックデビルも形だけ復活した。本物のバーのように、出演者とゲストには本物のアルコールが振舞われ、たけしは収録中浴びるように酒を飲み続けた。そのため本当に酔っ払って、ゲストの財前直見を口説きながら尻を触るという「事件」も起き、財前は真剣に悲鳴を上げてしまった。さすがのたけしも後に「あれはひどかったな」と猛省している（『さんまのまんま』にたけしがゲスト出演した際と、『足立区のたけし、世界の北野』で高田文夫とのトークでの発言）。
フジテレビの改編期における名物番組となったが、1999年4月8日の放送を最後に現在まで放送はされていない。しかし番組終了後、さんまは『明石家マンション物語』、『ワンナイR&R』の一企画にこの番組の貴子ママとして登場した事がある。また2008年の『27時間テレビ』でも復活した（どちらにもたけしは出演していない）。鬼瓦権造は同番組の「誰か奴を止めなさい！」事件（岡村隆史とさんまの愛車に落書きをして伝説の車庫入れを再現）に登場した。
この特番の終了以降、2006年頃までたけしとさんまが共演する機会はほとんどなかった（この時期に共演したのは、2001年秋と2003年正月に放送された『さんまのまんまスペシャル』の2回のみであり、他局の番組での共演は全くなかった）が、2007年3月の『さんまのまんま1000回記念スペシャル』で約4年ぶりに共演して以降、再び共演が増えている。
なお、日本テレビ系列で放送される『ものまねバトル大賞』では、さんまを原口あきまさが、たけしをコージー冨田が真似て放送したパロディを過去2回放送している（1回目はコージーが全てゲストの真似をしていたが、2回目では本当に大物ゲストが登場した）。
ちなみに、『めちゃ×2イケてるッ!』の人気コーナー「やべっち寿司」は、岡村が鬼瓦権造の格好をしている事からも分かるようにこの番組が由来である。
2010年12月1日にDVDが発売された。
2019年11月3日に放送された『FNS27時間テレビ にほんのスポーツは強いっ！』内で『たけし・さんまの有名アスリートの集まる店』として、20年ぶりに復活した。

## ゲスト

### パート1（1997年4月3日）
- 放送時間：木曜21:30 - 23:24（JST）
- 松たか子 黒田勇樹
- 柳葉敏郎
- 水野雄仁 加藤博一
- 和田アキ子
- 前川清 麻丘めぐみ
- 恵俊彰 河合美智子
- 梅宮アンナ 神田うの
- 関東地区の視聴率は22.4%

### パート2（1997年9月30日）
- 放送時間：火曜21:00 - 23:03（JST。唯一の2時間越え）
- 草彅剛 瀬戸朝香
- 天海祐希
- 山田邦子
- 三田村邦彦
- 観月ありさ 松下由樹
- 岸本加世子
- 田中美里 星由里子
- 根津甚八
- 中井美穂 永井美奈子 有賀さつき
- 関東地区の視聴率は20.8%

### パート3（1997年12月28日）
- 放送時間：日曜22:00 - 0:00（JST）
- 内藤剛志
- 財前直見 水野真紀 木村佳乃
- 山本陽子
- 甲斐よしひろ
- 桃井かおり
- 三浦理恵子 宮前真樹 長谷川初範
- 菅原文太
- ジミー大西 松尾伴内 ラッシャー板前
- 関東地区の視聴率は17.7%

### パート4（1998年4月2日）
- 放送時間：木曜22:00 - 23:54（JST）
- SAM CHIHARU ETSU(TRF)
- 髙嶋政宏 一路真輝
- 陣内孝則
- 菊池桃子 森口博子
- 岸田今日子 冨士眞奈美 吉行和子
- 中居正広
- かたせ梨乃
- 高橋由美子 京野ことみ 櫻井淳子
- 堀内孝雄 マキ凛子
- 関東地区の視聴率は20.3%

### パート5（1998年12月30日）
- 放送時間：水曜22:30 - 0:24（JST。唯一の0時越え）
- 江口洋介
- 高橋ジョージ 三船美佳
- 琴錦 野村弘樹 島田直也 三浦大輔
- 財前直見 一色紗英 原沙知絵 井上晴美 藤崎奈々子 坂上忍 辺見えみり 山田まりや
- 関東地区の視聴率は19.1%

### パート6（ファイナル、1999年4月8日）
- 放送時間：木曜22:00 - 23:49（JST）
- 広末涼子
- 高島礼子 古尾谷雅人
- 坂本龍一
- 堺正章
- 爆笑問題
- 音無美紀子 松原智恵子
- 里見浩太朗
- 関東地区の視聴率は15.4%

### 復活版（2008年7月27日27時間テレビ内）
27時間テレビ「ネタ見せスナック若手芸人の集まる店」として復活
若手芸人にまぎれた普通のゲスト
- 金剛地武志
- 山口智充（チーママの濱田マリのモノマネ、ガルシア）

### 復活版（2019年11月3日27時間テレビ内）
27時間テレビ「たけし・さんまの有名アスリートの集まる店」として復活、ナレーションは島田彩夏（フジテレビアナウンサー）
- 村上信五(関ジャニ∞)
  - 番組キャプテン。鬼瓦権蔵の息子・鬼瓦大納言として出演
- 桐生祥秀
- 浜口京子
- 村上佳菜子

## テーマ曲
- オープニングテーマ「空へ…」（『ロミオの青い空』オープニングテーマより、アコースティックバージョン）
- エンディングテーマ「若いってすばらしい」スクールメイツ

## スタッフ
- ナレーション：岸田今日子
- 構成：大岩賞介、詩村博史
- TD：岩沢忠夫、梅谷昌弘
- カメラ：藤江雅和、高田治
- 映像：高瀬義美、宮本学
- 音声：杉山直樹
- 照明：嶺岸一彦
- 音響効果：玉井実（OCBプロ⇒3×7）
- 編集：今井克彦（D-Craft）
- MA：若月正幸、石川英男（IMAGICA）
- 美術：重松照英
- セットデザイン：山本修身
- 美術進行：伊藤則緒
- 大道具：樋口雄一郎、松本達也
- 装飾：高野城二、中村俊介
- 持道具：原早苗
- 衣裳：城戸政人
- メイク：高梨由美子（さんま担当）
- 電飾：森智、宇塚敏明
- アクリル装飾：高信作、熊谷好恵
- 視覚効果：高橋信一、坂井郁美
- 植木装飾：小田隆文
- 生花装飾：庄島由紀、佐藤祝子
- 特殊装置：日下伸二
- 特殊美術：佐藤吉一
- タイトル：山形憲一
- 協力：JOYSOUND
- ディレクター：豊島浩行 (Ajito[2])
- チーフディレクター：三宅恵介
- プロデューサー：加茂裕治
- 技術協力：ニユーテレス、FLT
- 制作：フジテレビ第二制作部
- 制作著作：フジテレビ

## 関連番組
- ヨルタモリ
- ウタフクヤマ
- 天海祐希・石田ゆり子のスナックあけぼの橋